# Jan Baumgart
Jan Alojzy Baumgart (ur. 3 marca 1904 w Wudzynku, zm. 17 sierpnia 1989 w Krakowie) – polski bibliotekarz i bibliotekoznawca, kierownik Biblioteki Poznańskiego Towarzystwa Przyjaciół Nauk, dyrektor Biblioteki Jagiellońskiej (1955-1973), historyk, docent, profesor Uniwersytetu Jagiellońskiego.

## Życiorys
Należał do grona filomatów pomorskich, a mianowicie w latach 1918-20 należał do filomackiego Towarzystwa Tomasza Zana w Chełmnie (zał.1857), gdzie skupiała się niemal połowa wszystkich filomatów pomorskich. Podobnie jak wielu jego przyjaciół z TTZ studiował na Uniwersytecie Poznańskim i należał do Korporacji Akademickiej Baltia. 5 listopada 1926 roku przez aklamację został wybrany Prezem Baltii na lata 1926-27. W tym okresie był delegatem na VII Zjazd Polskich Korporacji Akademickich, przygotował uroczystości V-lecia Baltii, współorganizował niezliczoną ilość różnych spotkań i urządzeń korporacyjnych, brał udział w wielu referatach. Był to bardzo wzmożony okres działalności korporacyjnej, jak i samych korporantów we władzach i strukturach uniwersyteckich. Za jego kadencji ożywiło się Koło Filistrów Baltii w składzie: prezes gen. Józef Haller, wiceprezes dr Paweł Ossowski, sekretarz dr Franciszek Raszeja, który za swoje zasługi w tej mierze otrzymał szczególne podziękowania od Prezesa Konwentu. Jak wielu korporantów wyróżniał się dużą aktywnością na uniwersyteckich kołach, Jan Baumgart w 1927 roku został Prezesem Koła Historyków UP.
Studia wyższe ukończył w 1928 r. na Uniwersytecie Poznańskim uzyskując dyplom magistra filozofii w zakresie historii i języka niemieckiego. Następnie uzyskał doktorat z filozofii. Pracował jako profesor gimnazjum w Koźminie Wielkopolskim. Od 1931 r. pracował w Bibliotece Uniwersytetu Poznańskiego, zaś od 1937 r. w Bibliotece PTPN.
W czasie okupacji był pracownikiem Biblioteki Państwowej w Krakowie (Staatsbibliothek), gdzie umożliwiał Polakom działającym w podziemnej Państwowej Szkole Technicznej Górniczo-Hutniczo-Mierniczej korzystanie z ocalałych resztek zbiorów Akademii Górniczej. Szkoła ta będąc odpowiednikiem podziemnego UJ, stała się bazą kształcenia inżynierów, przyszłych kadr przemysłu polskiego. W 1957 r. jako ówczesny dyrektor Biblioteki Jagiellońskiej otrzymał zadanie przygotowania zbiorów berlińskich do zwrotu Niemcom. Rozpoczęto wówczas zakupy sprzętu mikrofilmowego w celach archiwistycznych. Najważniejsze zbiory jednak pozostały w Bibliotece Jagiellońskiej. Jako docent i dyrektor Biblioteki Jagiellońskiej sprawował funkcję przewodniczącego Stowarzyszenia Bibliotekarzy Polskich w latach 1966-1969. Jako wybitny bibliotekarz bibliotek naukowych, a zarazem czynny naukowo bibliotekoznawca współtworzył pierwszy komitet redakcyjny "Roczników Bibliotecznych". Pracował w Instytucie Bibliotekoznawstwa i Informacji Naukowo-Technicznej przy w Wyższej Szkole Pedagogicznej w Kielcach. Pochowany na cmentarzu Rakowickim w Krakowie.

## Nagrody i odznaczenia
- Nagroda resortowa II stopnia (1971, 1974, 1976)[3]
- Krzyż Oficerski Orderu Odrodzenia Polski
- Krzyż Kawalerski Orderu Odrodzenia Polski
- Medal 40-lecia Polski Ludowej
- Brązowy Medal „Za zasługi dla obronności kraju”
- Odznaka Zasłużony Działacz Kultury
- Medal Komisji Edukacji Narodowej
- Medal im. Mikołaja Kopernika PAN

## Wybrane publikacje
- Bibliotekarstwo, biblioteki, bibliotekarze : wybór prac, Warszawa: Stowarzyszenie Bibliotekarzy Polskich, 1983.
- Historia i zawartość archiwum książąt Sułkowskich w Poznańskim Towarzystwie Przyjaciół Nauk, 1939.
- Tajna organizacja nauki niemieckiej, 1948.
- Bibliografia Historii Polskiej za Rok ..., Polska Akademia Nauk, 1952-.
- Los bibliotek wielkopolskich w latach 1939-1945. Poznań, Instytut Zachodni, 1946.
- Organizacja oddziałów czasopism w bibliotekach naukowych. "Przegląd Biblioteczny", 1936.
- Karol Estreicher jako dyrektor Biblioteki Jagiellońskiej. Wrocław, Warszawa, Państwowe Wydawnictwo Naukowe, 1960.
- Księga pamiątkowa ku czci Karola Estreichera (1827-1908). Studia i rozprawy. Red. Jan Baumgart [i in.] Kraków: 1964, Wydawnictwo Literackie, s.433, ilustr.portr.
- Bibliografia Historii Polskiej za Rok ... / Polskie Towarzystwo Historyczne; oprac. Jan Baumgart. Kraków: PTH, 1952-.
- Bibliografia historii polskiej za lata 1944-1947 / oprac. Jan Baumgart i Stanisław Głuszek. Wrocław, Zakład Narodowy im. Ossolińskich, 1962.
- Bibliografia historii polskiej za lata 1950-67 łącznie 17 tomów (11 z Anną Malcówną)

Publikacje o Bibliotece Uniwersyteckiej w Poznaniu (wybór)
- Biblioteka Uniwersytecka w Poznaniu w latach 1927-1937. "Przegląd Biblioteczny", R.12, 1938, z.1, s.65-74.
- Dzieje Biblioteki Uniwersyteckiej w Poznaniu w czasie drugiej wojny światowej (1939-1945). Poznań 1948.
- Biblioteka Uniwersytecka pod rządami 'Reichsuniversität'. "Przegląd Zachodni", R.12, 1956, nr 7/8, s.300-309.
- Działalność Edwarda Kunzego na stanowisku dyrektora Biblioteki Uniwersyteckiej w Poznaniu: 1919-1926. "Przegląd Biblioteczny", R.25, 1957, nr 2-3, s.106-111.
- Biblioteka i Informacja Naukowa w procesie dydaktycznym szkoły wyższej. "Roczniki Biblioteczne", R.15,1971, z.1-2 s.151-172.

Słowniki: Słownik pracowników książki polskiej. Suplement 2. Pod red. H. Tadeusiewicz. Warszawa 2000.; SBW (Słownik biograficzny Wielkopolski).
Bibliografie: W. Krajewska, J. B.: Bibliografia historii polskiej za rok 1949. Wr. 1954. -- J. Tyszkowska: Bibliografia prac J. B. Biuletyn BJ 23: 1973 s. 43-55 [210 poz.]. -- J. Tyszkowska: Bibliografia prac J. B. Przegląd Biblioteczny 47: 1979 z. 4 s. 409-12 [piśmiennictwo za lata 1973-1979]. -- J. Tyszkowska: Bibliografia prac J. B. Biuletyn BJ 41: 1991 s. 11-25 [233 poz.].
Biografie: A. Lewicka-Kamińska: J. B. jako bibliotekarz. "Biuletyn Biblioteki Jagiellońskiej" 1973 z. 1/2. -- Spraw. Zarządu PTPN 1987-1989 s. 31. -- J. Tyszkowska: J. B. (1904-1989). "Przegląd Biblioteczny" 1990 z. 1-2 s. 124-6. -- B. Sordylowa: Człowiek dobrej roboty. "Przegląd Biblioteczny" 1990 z. 1-2 s. 126-8. -- M. Zwiercan: Wzór dobrej roboty bibliotecznej – J. B. (1904- 1989). [W:] W kręgu nauki i bibliotek. Bibliotekarze polscy we wspomnieniach współczesnych. (3). Wwa 1993 s. 9-19.
Przyczynki: E. Kuntze: Dzieje Biblioteki Jagiellońskiej pod okupacją niemiecką od 1 września 1939 do 18 stycznia 1945. /przypisy opracował Jan Baumgart/ Kr. 1945. -- I. Bar-Święch: Biblioteka Jagiellońska wczoraj i dziś. Odrodzenie 1945 nr 53. -- Pamiątki Konferencji Krynickiej 3 – 15 II 1951. "Przegląd Biblioteczny" 19: 1951 z. 3/4. -- A. Lewicka-Kamińska: J. B. jako bibliotekarz. Biuletyn BJ 23: 1973 nr 1/2 s. 11-17, rés. -- H. Madurowicz-Urbańska: Działalność naukowa J. B. Biuletyn BJ 23: 1973 z. 1/2 s. 35-40, rés. -- W. Piasecki: Czterdzieści lat w Stowarzyszeniu [Bibliotekarzy Polskich]. Biuletyn BJ 23: 1973 nr 1/2 s. 29-33, rés. -- Helena Więckowska: Działalność bibliotekarska J. B. na terenie ogólnokrajowym i międzynarodowym. Biuletyn BJ 23: 1973 z. 1/2 s. 19-27, rés. -- H. Lipska: Biblioteka Jagiellońska podczas okupacji. Biuletyn BJ 29: 1979. -- J. Tyszkowska: Pożegnanie dyrektora J. B. Biuletyn BJ 41: 1991 nr 1/2 s. 1-8.